# Irvington (Illinois)
Irvington és una població dels Estats Units a l'estat d'Illinois. Segons el cens del 2000, tenia 736 habitants.

## Demografia
Segons el cens del 2000, Irvington tenia 736 habitants, 282 habitatges, i 208 famílies. La densitat de població era de 338,3 habitants/km².
Dels 282 habitatges en un 38,7% vivien nens de menys de 18 anys; en un 58,5% vivien parelles casades; en un 9,9%, dones solteres; i en un 26,2% no eren unitats familiars. En el 21,6% dels habitatges vivien persones soles l'11,7% de les quals corresponia a persones de 65 anys o més que vivien soles. El nombre mitjà de persones que vivien en cada habitatge era de 2,61 i el nombre mitjà de persones que vivien en cada família era de 3,03.
Per edats la població es repartia de la següent manera: un 28,9% tenia menys de 18 anys; un 9%, entre 18 i 24; un 27,9%, entre 25 i 44; un 21,5%, de 45 a 60; i un 12,8%, 65 anys o més.
L'edat mediana era de 34 anys. Per cada 100 dones de 18 o més anys hi havia 92,3 homes.
La renda mediana per habitatge era de 41.875 $ i la renda mediana per família de 51.250 $. Els homes tenien una renda mediana de 37.422 $ mentre que les dones 22.632 $. La renda per capita de la població era de 16.541 $. Aproximadament el 7,5% de les famílies i el 9% de la població estaven per davall del llindar de pobresa.

## Poblacions més properes
El següent diagrama mostra les poblacions més properes.